# Grand Prix automobile du Canada 2022
GP précédent GP suivant
Le Grand Prix automobile du Canada 2022 (Formula 1 AWS Grand Prix du Canada 2022) disputé le 19 juin 2022 sur le circuit Gilles-Villeneuve, est la 1066e épreuve du championnat du monde de Formule 1 courue depuis 1950. Il s'agit de la cinquante-et-unième édition du Grand Prix du Canada comptant pour le championnat du monde de Formule 1, la quarantième-et-unième disputée sur le circuit de l'Île Notre-Dame, au sein du Parc Jean-Drapeau de Montréal et de la neuvième manche du championnat 2022. La manche canadienne revient au calendrier après deux annulations, en 2020 et 2021, dans le contexte de la crise sanitaire provoquée par la pandémie de Covid-19.
Lors d'une séance de qualifications disputée sous la pluie et achevée en pneus intermédiaires, Max Verstappen obtient la quinzième pole position de sa carrière et sa seconde de la saison. Sans ses deux principaux rivaux de l'année dans cet exercice, Charles Leclerc, rejeté en fond de grille à cause du changement complet de son groupe propulseur, et Sergio Pérez qui se crashe en Q2, il survole les trois phases qualificatives. En Q3, il bat, de 645 millièmes de seconde, Fernando Alonso qui s'élance à ses côtés en première ligne, ce qui ne lui était plus arrivé depuis le Grand Prix d'Allemagne 2012. En deuxième ligne Carlos Sainz Jr., troisième, devance Lewis Hamilton. Les deux pilotes Haas réalisent une performance remarquée, Kevin Magnussen s'élançant cinquième devant Mick Schumacher qui réalise sa meilleure qualification depuis ses débuts. Esteban Ocon occupe la quatrième ligne avec George Russell qui tente le pari des pneus lisses en fin de séance et sort de la piste dès le virage no 2 dans son premier tour lancé. Daniel Ricciardo est en cinquième ligne, accompagné de Zhou Guanyu qui, lui aussi, réalise sa meilleure performance en qualifications dans la discipline.
Max Verstappen poursuit sa marche en avant en remportant la vingt-sixième victoire de sa carrière, sa sixième en neuf épreuves disputées cette saison, au terme d'une course globalement maîtrisée et achevée par quinze tours sous la pression de la Ferrari de Carlos Sainz. Lewis Hamilton les accompagne sur le podium, son coéquipier George Russell poursuit sa série de Grands Prix conclus parmi les cinq premiers et Charles Leclerc remonte quatorze places pour se classer cinquième.
Bien parti, Verstappen est rapidement poursuivi par Carlos Sainz qui a dépassé Fernando Alonso en trois tours. Après seulement huit boucles, Sergio Pérez abandonne sur casse de sa boîte de vitesses, ce qui entraîne une procédure de voiture de sécurité virtuelle. Verstappen en profite pour chausser un nouveau train de pneus durs et laisse les commandes à Sainz. Ce dernier s'arrête après vingt tours puis se rapproche tant de Verstappen, en mal d'adhérence, qu'il doit, à nouveau, chausser des nouvelles gommes dures au quarante-troisième tour ; le Batave, furieux de ressortir derrière Lewis Hamilton, doit entreprendre de le dépasser. Yuki Tsunoda, en tapant les protections à la sortie de la voie des stands, provoque la sortie de la voiture de sécurité. Sainz procède alors à son deuxième arrêt au stand et reprend la piste derrière Verstappen. À la relance, Sainz légèrement plus rapide (il réalise le meilleur tour dans la soixante-troisième boucle), peut utiliser son aileron arrière mobile durant les quinze derniers tours mais ne parvient pas à attaquer franchement le Néerlandais qui ne commet pas la moindre erreur et s'impose avec moins d'une seconde d'écart. Auteur d'une course solide, Lewis Hamilton roule quasiment tout du long au troisième rang devant son coéquipier George Russell, ravi d'obtenir son 184e podium sur le circuit de sa première victoire, en 2007. 
Parti dix-neuvième en pneus durs, Charles Leclerc est sixième après vingt-neuf tours puis bute longuement sur Esteban Ocon avant de procéder à son unique arrêt au stand au quarante-et-unième tour ; un mauvais choix qui le voit ressortir douzième derrière « un train de DRS ». Il reprend alors sa campagne de dépassements en plusieurs endroits du circuit, double les Alpine, et termine cinquième, à trois secondes de Russell, ce qui lui vaut d'être élu « pilote du jour ». Esteban Ocon, sixième, passe la ligne d'arrivée devant son coéquipier Fernando Alonso, qui, pénalisé pour avoir zigzagué devant Valtteri Bottas qui tentait de le dépasser, recule ensuite de deux places. Les Alfa Romeo sont dès lors septième et huitième, Zhou Guanyu obtenant le meilleur résultat de sa carrière. Lance Stroll prend, devant son public, le dernier point en jeu. 
Verstappen (175 points) a désormais 46 unités d'avance sur Pérez qui n'a pas marqué (129 points) et voit revenir Leclerc (126 points). Russell reste quatrième (111 points) grâce à sa série ininterrompue de gros points marqués depuis le début de saison, mais Sainz revient (102 points). Les positions restent stables derrière avec Hamilton (77 points), Norris (50 points), Bottas (46 points), Ocon (39 points) et Alonso (18 points), qui sort Gasly (16 points) du top 10. Red Bull Racing totalise 235 points mais Ferrari (199 points) en marque plus à Montréal. Mercedes (134 points) est un solide troisième, devant McLaren (59 points), Alfa Romeo (41 points) et Alpine (40 points) ; suivent AlphaTauri (17 points), Haas (15 points), Aston Martin (7 points) et Williams (3 points).

## Pneus disponibles
| Pneus pour piste sèche | Pneus pour piste sèche | Pneus pour piste sèche | Pneus pluie    | Pneus pluie |
| ---------------------- | ---------------------- | ---------------------- | -------------- | ----------- |
| Durs (Type C3)         | Medium (Type C4)       | Tendres (Type C5)      | Intermédiaires | Pluie       |

## Essais libres

### Première séance, le vendredi de 14 h à 15 h
| Pos. | Pilote           | Voiture        | Chrono         | Écart     |
| ---- | ---------------- | -------------- | -------------- | --------- |
| 1    | Max Verstappen   | Red Bull       | 1 min 15 s 158 |           |
| 2    | Carlos Sainz Jr. | Ferrari        | 1 min 15 s 404 | + 0 s 246 |
| 3    | Fernando Alonso  | Alpine-Renault | 1 min 15 s 531 | + 0 s 373 |
| 4    | Sergio Pérez     | Red Bull       | 1 min 15 s 619 | + 0 s 461 |
| 5    | Charles Leclerc  | Ferrari        | 1 min 15 s 666 | + 0 s 508 |
| 6    | George Russell   | Mercedes       | 1 min 15 s 822 | + 0 s 664 |

### Deuxième séance, le vendredi de 17 h à 18 h
| Pos. | Pilote           | Voiture               | Chrono         | Écart     |
| ---- | ---------------- | --------------------- | -------------- | --------- |
| 1    | Max Verstappen   | Red Bull              | 1 min 14 s 127 |           |
| 2    | Charles Leclerc  | Ferrari               | 1 min 14 s 208 | + 0 s 081 |
| 3    | Carlos Sainz Jr. | Ferrari               | 1 min 14 s 352 | + 0 s 225 |
| 4    | Sebastian Vettel | Aston Martin-Mercedes | 1 min 14 s 442 | + 0 s 315 |
| 5    | Fernando Alonso  | Alpine-Renault        | 1 min 14 s 543 | + 0 s 416 |
| 6    | Pierre Gasly     | AlphaTauri-Red Bull   | 1 min 14 s 879 | + 0 s 752 |

### Troisième séance, le samedi de 13 h à 14 h
| Pos. | Pilote           | Voiture               | Chrono         | Écart     |
| ---- | ---------------- | --------------------- | -------------- | --------- |
| 1    | Fernando Alonso  | Alpine-Renault        | 1 min 33 s 836 |           |
| 2    | Pierre Gasly     | AlphaTauri-Red Bull   | 1 min 33 s 889 | + 0 s 053 |
| 3    | Sebastian Vettel | Aston Martin-Mercedes | 1 min 33 s 891 | + 0 s 055 |
| 4    | Esteban Ocon     | Alpine-Renault        | 1 min 34 s 003 | + 0 s 167 |
| 5    | Daniel Ricciardo | McLaren-Mercedes      | 1 min 34 s 110 | + 0 s 274 |
| 6    | Lando Norris     | McLaren-Mercedes      | 1 min 34 s 248 | + 0 s 412 |

- La troisième séance se déroule sous la pluie ; une trajectoire asséchée permet aux pilotes de réaliser les meilleurs temps en fin de session, chaussés de pneus intermédiaires.

## Séance de qualifications

### Résultats des qualifications
| Pos.                                                                         | Pilote           | Écurie                | Qualifications 1 | Qualifications 2 | Qualifications 3 |
| ---------------------------------------------------------------------------- | ---------------- | --------------------- | ---------------- | ---------------- | ---------------- |
| 1                                                                            | Max Verstappen   | Red Bull              | 1 min 32 s 219   | 1 min 23 s 746   | 1 min 21 s 299   |
| 2                                                                            | Fernando Alonso  | Alpine-Renault        | 1 min 32 s 277   | 1 min 24 s 848   | 1 min 21 s 944   |
| 3                                                                            | Carlos Sainz Jr. | Ferrari               | 1 min 32 s 781   | 1 min 25 s 197   | 1 min 22 s 096   |
| 4                                                                            | Lewis Hamilton   | Mercedes              | 1 min 33 s 841   | 1 min 25 s 543   | 1 min 22 s 891   |
| 5                                                                            | Kevin Magnussen  | Haas-Ferrari          | 1 min 32 s 957   | 1 min 26 s 254   | 1 min 22 s 960   |
| 6                                                                            | Mick Schumacher  | Haas-Ferrari          | 1 min 33 s 707   | 1 min 25 s 684   | 1 min 23 s 356   |
| 7                                                                            | Esteban Ocon     | Alpine-Renault        | 1 min 33 s 012   | 1 min 26 s 135   | 1 min 23 s 529   |
| 8                                                                            | George Russell   | Mercedes              | 1 min 33 s 160   | 1 min 24 s 950   | 1 min 23 s 557   |
| 9                                                                            | Daniel Ricciardo | McLaren-Mercedes      | 1 min 33 s 636   | 1 min 26 s 375   | 1 min 23 s 749   |
| 10                                                                           | Zhou Guanyu      | Alfa Romeo-Ferrari    | 1 min 33 s 692   | 1 min 26 s 116   | 1 min 24 s 030   |
| 11                                                                           | Valtteri Bottas  | Alfa Romeo-Ferrari    | 1 min 33 s 689   | 1 min 26 s 788   |                  |
| 12                                                                           | Alexander Albon  | Williams-Mercedes     | 1 min 34 s 047   | 1 min 26 s 858   |                  |
| 13                                                                           | Sergio Pérez     | Red Bull              | 1 min 33 s 929   | 1 min 33 s 127   |                  |
| 14                                                                           | Lando Norris     | McLaren-Mercedes      | 1 min 34 s 066   | Pas de temps     |                  |
| 15                                                                           | Charles Leclerc  | Ferrari               | 1 min 33 s 008   | Pas de temps     |                  |
| 16                                                                           | Pierre Gasly     | AlphaTauri-Red Bull   | 1 min 34 s 492   |                  |                  |
| 17                                                                           | Sebastian Vettel | Aston Martin-Mercedes | 1 min 34 s 512   |                  |                  |
| 18                                                                           | Lance Stroll     | Aston Martin-Mercedes | 1 min 35 s 532   |                  |                  |
| 19                                                                           | Nicholas Latifi  | Williams-Mercedes     | 1 min 35 s 660   |                  |                  |
| 20                                                                           | Yuki Tsunoda     | AlphaTauri-Red Bull   | 1 min 36 s 575   |                  |                  |
| Pas de temps minimal à réaliser, la qualification se déroulant sous la pluie |                  |                       |                  |                  |                  |

### Grille de départ
- Charles Leclerc, auteur du quinzième temps, est pénalisé d'un renvoi en fond de grille en raison d'un changement complet de groupe motopropulseur (quatrième moteur à combustion interne, troisième unité de contrôle électronique, quatrième MGU-K et quatrième MGU-H, dépassant le quota autorisé pour ces pièces) ; il s'élance dix-neuvième[8] ;
- Yuki Tsunoda, auteur du vingtième et dernier temps, est pénalisé d'un renvoi en fond de grille en raison d'un changement complet de groupe motopropulseur (quatrième moteur à combustion interne, quatrième turbocompresseur, quatrième MGU-K et quatrième MGU-H, dépassant le quota autorisé pour ces pièces) ; cette pénalité ne change rien à sa position sur la grille de départ[9].

## Course

### Classement de la course
| Pos. | no | Pilote           | Écurie                | Tours | Temps/Abandon                      | Grille | Points |
| ---- | -- | ---------------- | --------------------- | ----- | ---------------------------------- | ------ | ------ |
| 1    | 1  | Max Verstappen   | Red Bull              | 70    | 1 h 36 min 21 s 757 (190,076 km/h) | 1      | 25     |
| 2    | 55 | Carlos Sainz Jr. | Ferrari               | 70    | + 0 s 993                          | 3      | 18 + 1 |
| 3    | 44 | Lewis Hamilton   | Mercedes              | 70    | + 7 s 006                          | 4      | 15     |
| 4    | 63 | George Russell   | Mercedes              | 70    | + 12 s 313                         | 8      | 12     |
| 5    | 16 | Charles Leclerc  | Ferrari               | 70    | + 15 s 168                         | 19     | 10     |
| 6    | 31 | Esteban Ocon     | Alpine-Renault        | 70    | + 23 s 890                         | 7      | 8      |
| 7    | 77 | Valtteri Bottas  | Alfa Romeo-Ferrari    | 70    | + 25 s 247                         | 11     | 6      |
| 8    | 24 | Zhou Guanyu      | Alfa Romeo-Ferrari    | 70    | + 26 s 952                         | 10     | 4      |
| 9    | 14 | Fernando Alonso  | Alpine-Renault        | 70    | + 29 s 945 (dont 5 s de pénalité)  | 2      | 2      |
| 10   | 18 | Lance Stroll     | Aston Martin-Mercedes | 70    | + 38 s 222                         | 17     | 1      |
| 11   | 3  | Daniel Ricciardo | McLaren-Mercedes      | 70    | + 43 s 047                         | 9      |        |
| 12   | 5  | Sebastian Vettel | Aston Martin-Mercedes | 70    | + 44 s 245                         | 16     |        |
| 13   | 23 | Alexander Albon  | Williams-Mercedes     | 70    | + 44 s 893                         | 12     |        |
| 14   | 10 | Pierre Gasly     | AlphaTauri-Red Bull   | 70    | + 45 s 183                         | 15     |        |
| 15   | 4  | Lando Norris     | McLaren-Mercedes      | 70    | + 52 s 145 (dont 5 s de pénalité)  | 14     |        |
| 16   | 6  | Nicholas Latifi  | Williams-Mercedes     | 70    | + 59 s 978                         | 18     |        |
| 17   | 20 | Kevin Magnussen  | Haas-Ferrari          | 70    | + 1 min 08 s 180                   | 5      |        |
| Abd. | 22 | Yuki Tsunoda     | AlphaTauri-Red Bull   | 47    | Sortie de piste                    | 20     |        |
| Abd. | 47 | Mick Schumacher  | Haas-Ferrari          | 18    | Moteur                             | 6      |        |
| Abd. | 11 | Sergio Pérez     | Red Bull              | 7     | Boîte de vitesses                  | 13     |        |

- Septième sous le drapeau à damier, Fernando Alonso perd deux places après avoir été pénalisé de cinq secondes pour avoir zigzagué en piste[11] ;
- Quinzième sous le drapeau à damier, Lando Norris est pénalisé de cinq secondes pour excès de vitesse dans les stands, sans effet sur son classement[11].

### Pole position et record du tour
- Pole position :  Max Verstappen (Red Bull) en 1 min 21 s 299 (193,109 km/h)[12].
- Meilleur tour en course :  Carlos Sainz Jr. ( Ferrari) en  1 min 15 s 749 (207,258 km/h) au soixante-troisième tour ; deuxième de la course, il remporte le point bonus associé au meilleur tour en course[13].

### Tours en tête
- Max Verstappen (Red Bull) : 53 tours (1-8 / 20-42 / 49-70)[14]
- Carlos Sainz Jr. (Ferrari) : 17 tours (9-19 / 43-48)

## Classements généraux à l'issue de la course
| Pos. | Pilote           | Écurie                | Points |
| ---- | ---------------- | --------------------- | ------ |
| 1    | Max Verstappen   | Red Bull              | 175    |
| 2    | Sergio Pérez     | Red Bull              | 129    |
| 3    | Charles Leclerc  | Ferrari               | 126    |
| 4    | George Russell   | Mercedes              | 111    |
| 5    | Carlos Sainz Jr. | Ferrari               | 102    |
| 6    | Lewis Hamilton   | Mercedes              | 77     |
| 7    | Lando Norris     | McLaren-Mercedes      | 50     |
| 8    | Valtteri Bottas  | Alfa Romeo-Ferrari    | 46     |
| 9    | Esteban Ocon     | Alpine-Renault        | 39     |
| 10   | Fernando Alonso  | Alpine-Renault        | 18     |
| 11   | Pierre Gasly     | AlphaTauri-Red Bull   | 16     |
| 12   | Kevin Magnussen  | Haas-Ferrari          | 15     |
| 13   | Daniel Ricciardo | McLaren-Mercedes      | 15     |
| 14   | Sebastian Vettel | Aston Martin-Mercedes | 13     |
| 15   | Yuki Tsunoda     | AlphaTauri-Red Bull   | 11     |
| 16   | Zhou Guanyu      | Alfa Romeo-Ferrari    | 5      |
| 17   | Alexander Albon  | Williams-Mercedes     | 3      |
| 18   | Lance Stroll     | Aston Martin-Mercedes | 3      |

| Pos. | Écurie                | Points |
| ---- | --------------------- | ------ |
| 1    | Red Bull              | 304    |
| 2    | Ferrari               | 228    |
| 3    | Mercedes              | 188    |
| 4    | McLaren-Mercedes      | 65     |
| 5    | Alpine-Renault        | 57     |
| 6    | Alfa Romeo-Ferrari    | 51     |
| 7    | AlphaTauri-Red Bull   | 27     |
| 8    | Aston Martin-Mercedes | 16     |
| 9    | Haas-Ferrari          | 15     |
| 10   | Williams-Mercedes     | 3      |

## Statistiques
Le Grand Prix du Canada 2022 représente :
- la 15e pole position de Max Verstappen, sa deuxième de la saison[18] ;
- la 26e victoire de Max Verstappen, sa sixième de la saison[19] ;
- la 82e victoire de Red Bull, sa sixième consécutive en tant que constructeur[20] ;
- la 7e victoire de Red Bull en tant que motoriste[21].

Au cours de ce Grand Prix :
- Fernando Alonso, deuxième temps des qualifications, retrouve la première ligne de la grille de départ pour la première fois depuis le Grand Prix automobile d'Allemagne 2012[22] ;
- Max Verstappen prend son 150e départ en Grand Prix[23] ;
- Charles Leclerc est élu « Pilote du jour » à l'issue d'un vote organisé sur le site officiel de la Formule 1[24] ;
- Emanuele Pirro (37 départs en Grands Prix de Formule 1, 3 points inscrits entre 1989 et 1991 et quintuple vainqueur des 24 Heures du Mans en 2000, 2001, 2002, 2006 et 2007) est nommé conseiller auprès des commissaires de course par la FIA pour les aider dans leurs jugements[25].